# Tachina expleta
Tachina expleta là một loài ruồi trong họ Tachinidae.